# Irminger-tenger
Az Irminger-tenger az Északi-Atlanti-óceán egyik melléktengere Izland és Grönland között. Északi határa a Dánia-szoros legkeskenyebb részén húzódik, itt kapcsolódik a Grönlandi-tengerhez. Délnyugaton Grönland legdélebbi pontjáig, a Farvel-fokig terjed, itt a Labrador-tengerhez csatlakozik.

## Elnevezése
Nevét, csakúgy, mint az Irminger-áramlat és az Irminger-medence Carl Ludvig Christian Irminger (1802–1888) dán tengerészkapitány, altengernagy után kapta, aki az Északi-Atlanti-óceán áramlatait kutatta. Irminger több jelentős tanulmányt is nyilvánosságra hozott kutatásairól.

## Leírása
480 km hosszú, és legkeskenyebb pontján 290 km széles, felszíne kerekítve 800.000 km². A tengerfenék túlnyomórészt az Irminger-medencéhez tartozik, ami a maga részéről a 4600 m mélységet is elérő Labrador-medence északi nyúlványa, keletről a Reykjanesi-hátság határolja. A tenger a Sebastes norvegicus latin nevű, gazdaságilag fontos halfaj egyik fő fogási területe.